# José Antonio Peteiro Freire
José Antonio Peteiro Freire, (Vilasantar, 20 de juliol de 1936 - Santiago de Compostel·la, 25 de març de 2010), va ser un religiós franciscà i bisbe catòlic gallec, arquebisbe de Tànger entre 1983 i 2005.

## Trajectòria
En 1949 ingresà al seminari del convent de San Francisco de Herbón, on va estudia cinc anys de Batxillerat. El 20 d'agost de 1954 va prendre els hàbits, fent el noviciat al convent de San Francisco do Val de Deus. Inicià els estudis de Filosofia al Convent de San Diego de Canedo (Ponteareas), els va seguir a Compostel·la i acabà a Salamanca el 1962.
Membre l'Orde dels Frares Menors, fou ordenat sacerdot el 17 de març de 1962. El 2 de juliol de 1983 fou nomenat arquebisbe de Tànger, en fou consagrat el 24 de setembre del mateix any per Duraisamy Simon Lourdusamy, aleshores secretari de la Congregació per a l'Evangelització dels Pobles. Es va retirar el 23 de març de 2005, passant a ser-ne arquebisbe emèrit. Passà els seus últims any a l'infermeria de l'església de San Francisco de Noia, i fou enterrat a la seva parròquia natal.